# Abdelhak Layada
Abdelhak Layada, dit Abou Adlane, est l'un des 35 membres fondateurs du « Groupe islamique armé » (GIA) dont il fut durant moins d'un an le chef (1992/1993).

## Biographie
Né en 1959, connu sous le nom de guerre de Abou Adlène « tôlier de Baraki », il devient carrossier à Baraki (une banlieue à 14 km d'Alger),.
En 1988, il joue les ambulanciers lors des émeutes sanglantes avec l’état de siège, il passe dans la clandestinité. Il devient l'un des chefs de guerre du Mouvement islamique armé (MIA), le tout premier maquis algérien.
Le 31 août 1992, Abdelhak Layada et sept autres chefs de groupes terroristes autonomes, agissant au centre et à la périphérie d’Alger, se rassemblent pour former le Groupe islamique armé (GIA). De la mi-octobre 1992 au 21 juillet 1993, il est émir national du GIA.
Le 26 mai 1993, il organise un attentat contre le poète et écrivain Tahar Djaout, sous prétexte que cet homme de lettres était « laïco-communiste et qu'il avait une plume redoutable capable d'influer sur les milieux islamistes ». Des listes de journalistes et d'intellectuels condamnés à mort sont affichées sur les murs des mosquées d'Alger. Il est arrêté 10 juin 1993,, au Maroc, où il s’était rendu pour acheter des armes pour les maquis terroristes.Le 29 septembre 1993, Layada est remis par le Palais royal aux autorités algériennes.
Jugé par la Cour spéciale d’Alger, il accuse durant le procès, la direction du FIS d'opportunisme et les enfants d'Abassi Madani et de Rabah Kébir, de détourner des fonds destinés aux groupes armés. Il est reconnu coupable au terme d'un procès de 24 heures entre autres, d'atteinte à la sûreté de l’État, d'homicides volontaires avec préméditation, de guet-apens et de non-dénonciation de criminels. 
Il est condamné à mort, le 15 juin 1994. Mais, le verdict n'est appliqué que début juillet 1994. Il est alors jugé de nouveau, devant la Cour spéciale d’Alger, pour le meurtre de l’écrivain et journaliste Tahar Djaout, commis le 26 mai 1993.
Cette fois, il est acquitté 
car au moment des faits, il était au Maroc. Jusqu'en février 1995, il est détenu à la prison de Serkadji.
Il a, à plusieurs reprises, servi comme médiateur, diligenté par les services de sécurité algériens, notamment lors du détournement de l'Airbus d'Air France en décembre 1994 ou durant la tentative de négociations, avec les insurgés islamistes durant la mutinerie de la prison de Barberousse en février 1995. 
Il est libéré le 12 mars 2006, dans le cadre de la politique de Réconciliation nationale, voulu par le président Abdelaziz Bouteflika. Le 5 avril 2009, à quelques jours du scrutin présidentiel, une bombe est découverte devant son domicile familial, à Baraki.
Layada est marié et a deux fils: Adlène et Soheib.